# 5833 Peterson
5833 Peterson este un asteroid din centura principală de asteroizi.

## Descriere
5833 Peterson este un asteroid din centura principală de asteroizi. A fost descoperit pe 5 august 1991 la Observatorul Palomar de Henry E. Holt. Asteroidul prezintă o orbită caracterizată de o semiaxă mare de 3,49 ua, o excentricitate de 0,03 și o înclinație de 19,4° în raport cu ecliptica.